# Pierluigi Casiraghi
Pierluigi Casiraghi, född 4 mars 1969 i Monza, är en italiensk fotbollstränare och före detta spelare.

## Spelarkarriär

### Klubblag
Casiraghi startade sin karriär i hemstadens Monza 1985. Under hans första säsong blev klubben degraderade till Serie C men Casiraghi stannade och hjälpte laget tillbaka till Serie B 1988 med tolv mål på 30 matcher. 1989 flyttade han till storklubben Juventus där han vann UEFA-cupen två gånger (1990, 1993) samt den italienska cupen 1990. I den första matchen av UEFA-cup finalen mot Fiorentina 1990 gav han Juventus ledningen med 2-1 (3-1 totalt).
Till säsongen 1993/94 skrev Casiraghi på för Rom-laget Lazio där han gjorde 41 mål under en femårsperiod. Där vann han Coppa Italia ytterligare en gång. Under hans sista säsong i klubben blev konkurrensen om anfallsplatserna hård då tränare Sven-Göran Eriksson värvade både Alen Bokšić och Roberto Mancini och Casiraghi valde då att lämna Lazio.
I maj 1998 köpte Chelsea Casiraghi för 5,4 miljoner pund. Hans tid i England var allt annat än lyckad och han spelade bara 10 matcher i Premier League. Hans enda mål för klubben kom i en 1-1-match mot Liverpool. Casiraghis karriär fick ett abrupt slut då han råkade ut för en korsbandsskada efter en kollision med West Hams målvakt Shaka Hislop i november 1998.

### Landslag
Pierluigi Casiraghi gjorde debut för Italiens landslag i februari 1991 i en match mot Belgien. Han var med och vann VM-silver 1994 där han spelade i gruppspelsmatcherna mot Norge och Mexiko samt i semifinalen mot Bulgarien. Han spelade även i EM 1996 där han gjorde båda målen i Italiens 2-1 seger mot Ryssland.
Totalt gjorde Casiraghi 13 mål på 44 landskamper.

## Tränarkarriär
Efter att Casiraghis spelarkarriär tagit slut så tränade han Monzas ungdomslag under en säsong. Han hade även en kortare sejour i Legnano innan han i juli 2006 tog över Italiens U21-landslag tillsammans med Gianfranco Zola. I U21-EM 2009 ledde han Italien till semifinal där man åkte ut mot blivande mästarna Tyskland med 1-0.

## Meriter
Juventus
- UEFA-cupen: 1990, 1993
- Coppa Italia: 1990

Lazio
- Coppa Italia: 1998

Italien
- VM-silver: 1994